# The Dublin Review
The Dublin Review heißt ein quartalsmäßig seit 2001 erscheinendes Magazin aus Irland. Es enthält Essays, kritische Betrachtungen, Erzählungen, Memoiren, Reiseberichte. Das Magazin wurde vom Herausgeber Brendan Barrington gegründet. Das Magazin erscheint in Buchform. Sitz ist Dublin. Die erste Ausgabe erschien im Dezember 2000.